# (6610) Burwitz
(6610) Burwitz est un astéroïde de la ceinture principale.

## Description
(6610) Burwitz est un astéroïde de la ceinture principale. Il fut découvert le 28 janvier 1993 à Yakiimo par Akira Natori et Takeshi Urata. Il présente une orbite caractérisée par un demi-grand axe de 2,29 UA, une excentricité de 0,17 et une inclinaison de 7,9° par rapport à l'écliptique.

## Compléments